# Ikono.tv
Pour les articles homonymes, voir Ikono.
Ikono.tv est le fournisseur multinational d’une télévision numérique et la première plateforme consacrée uniquement à l’art, couvrant toutes les époques et présentant les œuvres sous forme de courts films, tels que des vidéos d'artistes ou des productions propres.  
Le but de ce programme est de familiariser toute personne à l’art, par une expérience purement visuelle, sans commentaire ou musique d’ambiance. Ikono.tv présente les œuvres d'art de l'Antiquité jusqu'à nos jours, comme des récits visuels construits et structurés par les images en mouvement. Par le moyen de films et grâce à la coopération de commissaires d’exposition et d'artistes, ce programme montre la diversité et la richesse des œuvres internationales présentées ; non seulement des vidéos et des films, mais également des peintures, dessins, estampes, sculptures, photographies et des œuvres architecturales.

## Programme télévisuel
Ikono TV a été diffusé pour la première fois en Allemagne, en juillet 2006 et a atteint une audience d'environ 100 000 personnes par jour en 2007. Dans la presse, la chaîne a aussi été appelée « MTV de l'art ». Le programme, intégralement diffusé en HD, consiste en une succession de courts métrages, allant de 3 à 10 minutes, essentiellement des œuvres d’art filmées en respectant au plus près la vision de l’artiste, sans commentaires ou son ajouté. Du 10 décembre 2006 à octobre 2007, Ikono TV a également diffusé des opéras, concerts et programmes culturels autoproduits, au format type HD sur la station AnixeHD. Parallèlement, Ikono TV possède un canal séparé pour les projets en collaboration avec des partenaires tels que Art Dubai, la Biennale de Venise, Bauhaus TV ou Air France. Depuis 2010, les films réalisés par Ikono.tv, ainsi qu’une sélection d’œuvres d’art et de papiers peints d’intérieur réalisées par des designers et artistes, sont également disponibles sur demande sur la boutique en ligne d'Ikono.tv.

## Diffusion
Fondé par Elizabeth Markevitch en juin 2005, Ikono.tv s’est donné pour but de rendre l’art accessible à tous :
- sur son site internet en streaming
- en réception satellite :
  - Depuis novembre 2010, Ikono TV diffuse un programme spécial sur l’émetteur HDTV IkonoMenasa. Hébergé sur le satellite Arabsat (BADR-5, 11785 MHz), IkonoMenasa est diffusé au Moyen-Orient, en Afrique du Nord et jusque dans une partie du  Portugal, de l’Espagne et du sud-est asiatique, atteignant un potentiel de 16,5 millions de foyers.
  - Depuis 2011, IkonoMenasa est également diffusé sur Etisalat et Du (en).

## Partenaires
Des œuvres, des artistes ou institutions suivantes sont, entre autres, montrées dans les films.
Institutions : 
- Fondation Beyeler, Suisse
- Musée d'art Dahesh, USA
- Fabrica[2], Italie
- George Ortiz Collection, Suisse
- Musée Solomon R. Guggenheim, USA
- Musée du Louvre, Paris
- MoMA, USA
- Musée Barbier-Mueller, Suisse
- Musée de l'Élysée, Suisse
- Opificio delle pietre dure, Italie
- Réunion des musées nationaux, France
- Bridgeman Art Library (en), Grande-Bretagne

Artistes :
- Akim Monet, Suisse,
- Annett Bourquin, Allemagne
- Claude Closky, France
- David Reed, USA
- Edward Burtynsky, Canada
- Estate Seydou Keita, Mali
- Hans Hemmert, Allemagne
- Hiroko Tanahashi, Japon
- Jenny Holzer, USA
- Lawrence Beck, USA
- Malekeh Nayiny, Iran
- Michael Najjar, Allemagne
- Ralph Gibson, USA
- Roberto Cabot, Brésil
- Samuel Fosso, Cameroun
- Santeri Tuori, Finlande
- Shadi Ghadirian, Iran
- Sophie Ristelhueber, France
- Young Hae Chang, Corée